# Sunnyslope (Washington)
Sunnyslope è un census-designated place (CDP) degli Stati Uniti d'America, situato nello stato di Washington, nella contea di Chelan.